# Pentatlo moderno nos Jogos Olímpicos de Verão da Juventude de 2010
As competições de pentatlo moderno nos Jogos Olímpicos de Verão da Juventude de 2010 foram disputadas entre 21 e 24 de agosto na Escola dos Desportos, em Singapura.
Foram realizados os eventos individuais masculino e feminino e um revezamento misto. Apesar do nome, a modalidade contou com apenas quatro provas já que não foi disputada a etapa do hipismo

## Eventos
- Individual masculino
- Individual feminino
- Revezamento misto

## Calendário
| Agosto           | 14 | 15 | 16 | 17 | 18 | 19 | 20 | 21 | 22 | 23 | 24 | 25 | 26 |
| ---------------- | -- | -- | -- | -- | -- | -- | -- | -- | -- | -- | -- | -- | -- |
| Pentatlo moderno |    |    |    |    |    |    |    | 1  | 1  |    | 1  |    |    |

|  | Dia de competição |  | Dia de final |

## Medalhistas
| Evento                        | Ouro                                                | Prata                                         | Bronze                                                        |
| ----------------------------- | --------------------------------------------------- | --------------------------------------------- | ------------------------------------------------------------- |
| Individual feminino detalhes  | Leydi Moya CUB Cuba                                 | Zsófia Földházi HUN Hungria                   | Anastasiya Spas UKR Ucrânia                                   |
| Individual masculino detalhes | Kim Dae-beom KOR Coreia do Sul                      | Ilya Shugarov RUS Rússia                      | Jorge Camacho MEX México                                      |
| Revezamento misto detalhes    | Anastasiya Spas (UKR) Ilya Shugarov (RUS) Equipe 10 | Zhu Wenjing (CHN) Kim Dae-beom (KOR) Equipe 6 | Gulnaz Gubaydullina (RUS) Lukas Kontrimavicus (LTU) Equipe 24 |

## Quadro de medalhas
| Ordem | País                       | Medalha de ouro | Medalha de prata | Medalha de bronze |   |
| ----- | -------------------------- | --------------- | ---------------- | ----------------- | - |
| –     | IOC Equipes internacionais | 1               | 1                | 1                 | 3 |
| 1     | KOR Coreia do Sul          | 1               |                  |                   | 1 |
|       | CUB Cuba                   | 1               |                  |                   | 1 |
| 3     | HUN Hungria                |                 | 1                |                   | 1 |
|       | RUS Rússia                 |                 | 1                |                   | 1 |
| 5     | MEX México                 |                 |                  | 1                 | 1 |
|       | UKR Ucrânia                |                 |                  | 1                 | 1 |
| TOTAL | TOTAL                      | 3               | 3                | 3                 | 9 |